# ラリークロス

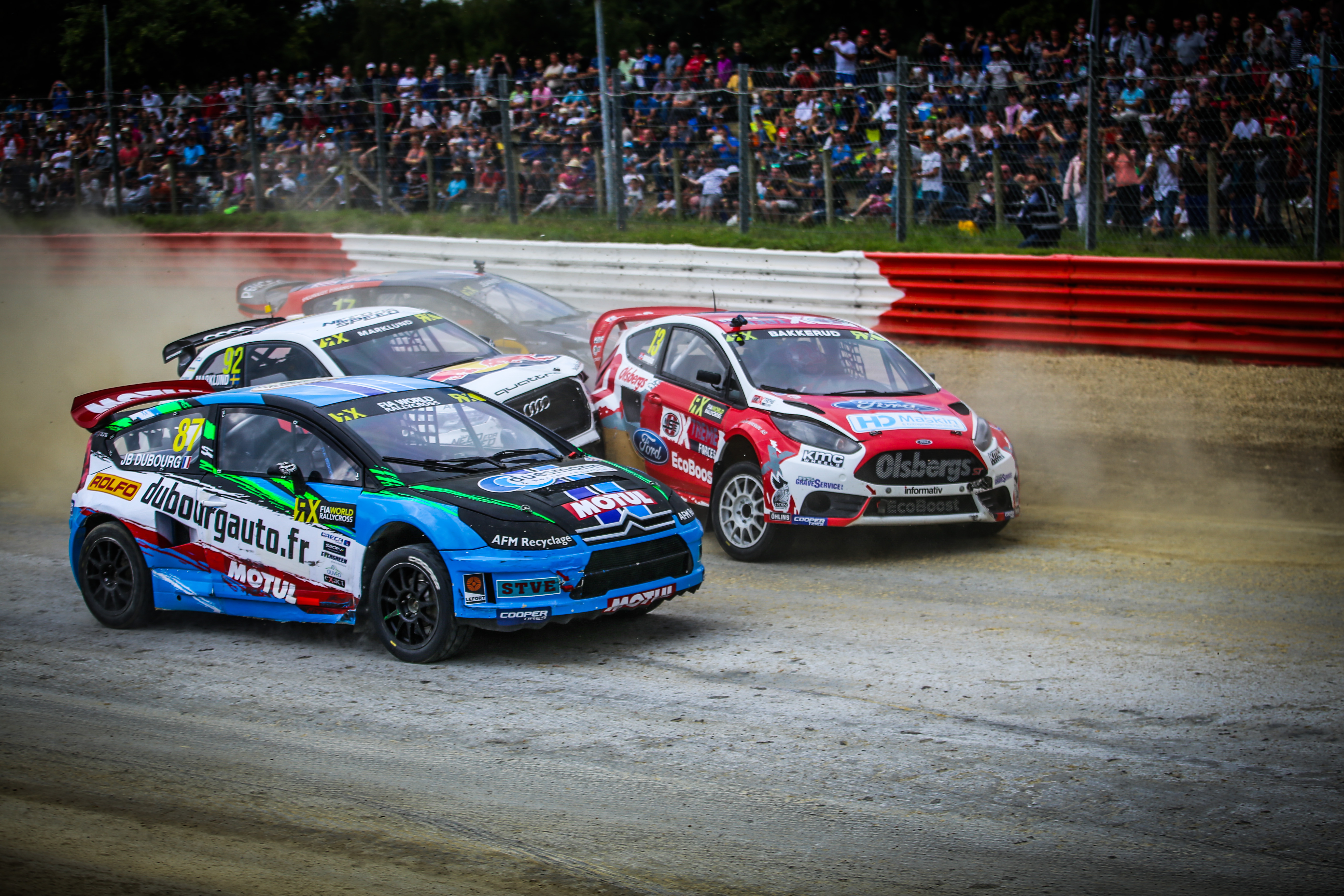
ラリークロス大会で競い合い接触するレースカー

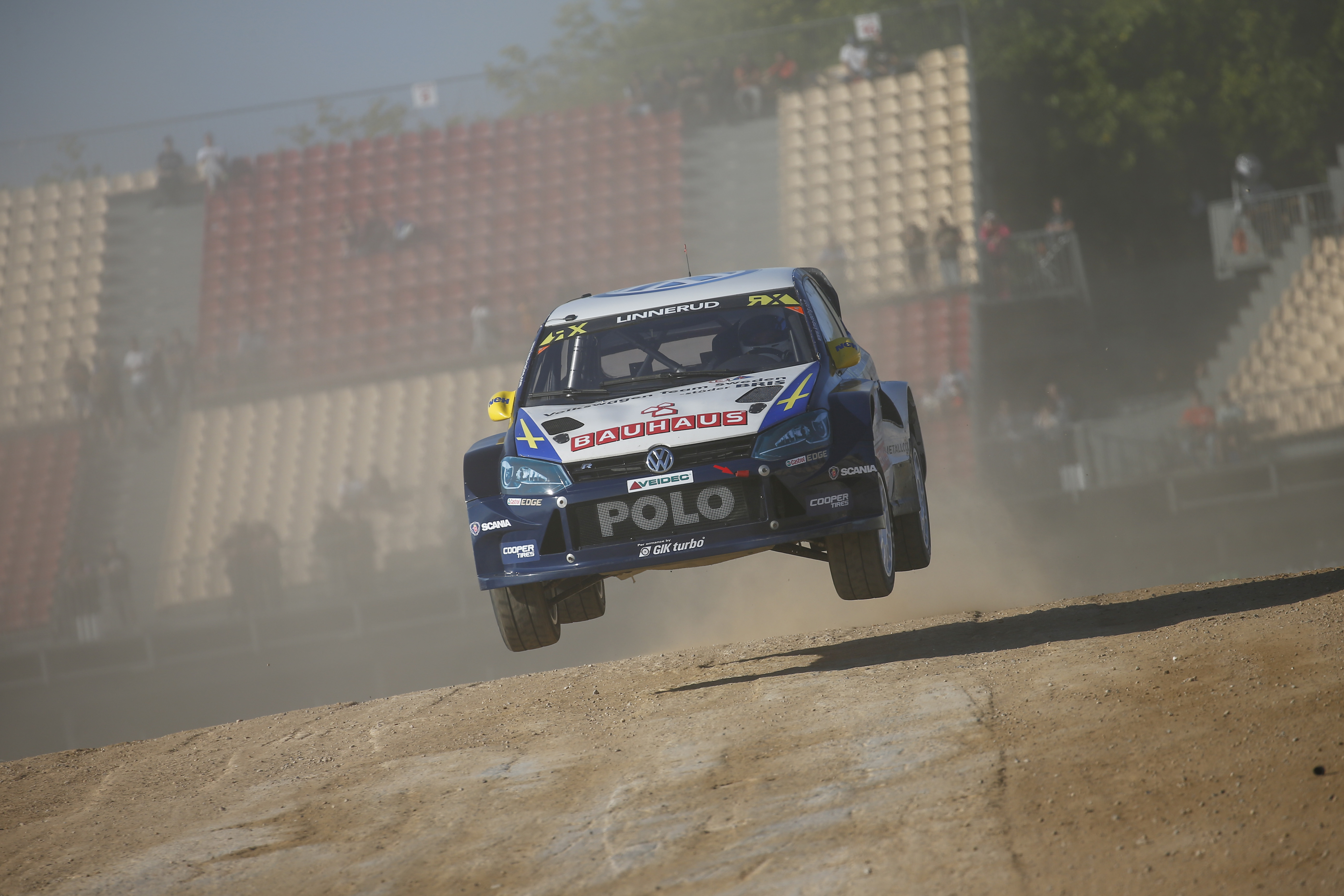
ラリークロスでダートを疾走しジャンプするレースカー（2015年WRX バルセロナ戦にて）

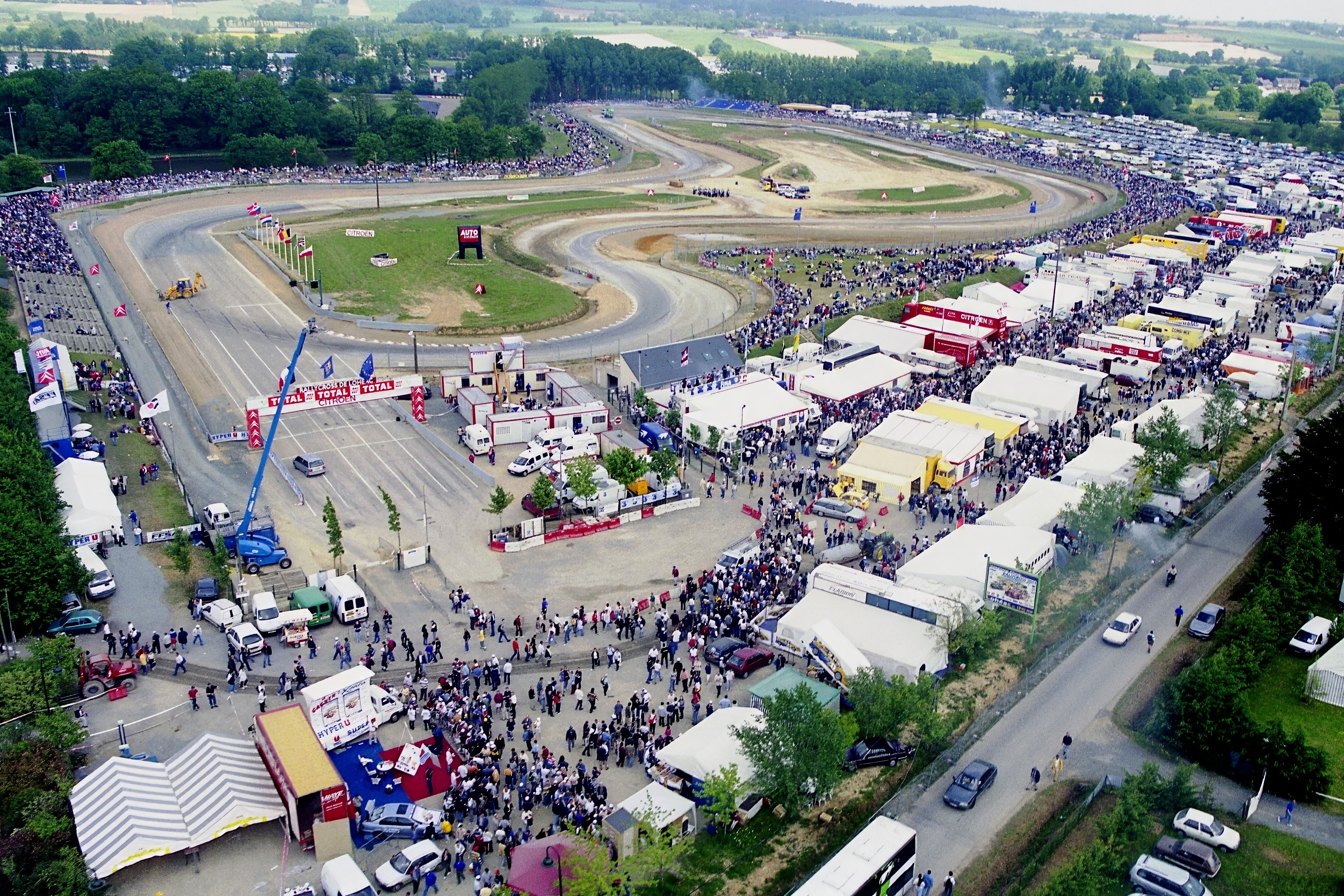
フランスにあるラリークロス用コース Circuit de Lohéac

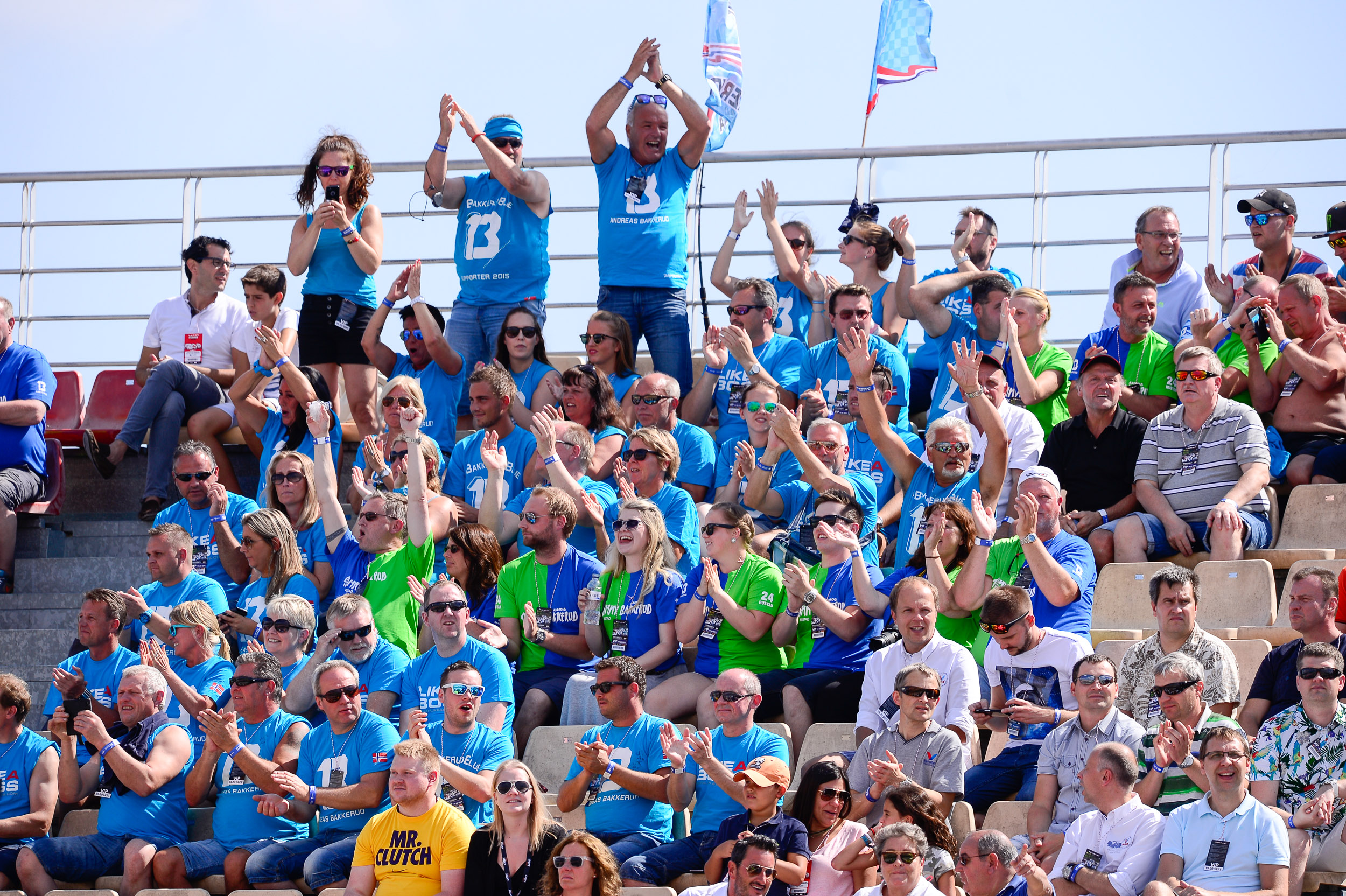
ラリー仕様車が激しい競走を繰り広げるのを　（比較的安全な）観客席から観戦・応援できる、しかも何度も目の前を走り抜けるのを見られる、というのもラリークロスのひとつの特徴である。

ラリークロス（英: rallycross）とは、荒れた道や舗装路を含む（公道は含まない）レースコースで（激しい運転で）行われる自動車レースのこと。略称はRallyX、RX。

## 概要
ラリーとサーキットレースを融合させたような、あるいはモトクロスの四輪自動車版ともいえる競技である。ラフな道（ダート）と舗装路を混ぜ合わせた環状のレースコースで争われる。マシンはラリーカーに近いスタイルを持ち、ターマック・グラベル・ジャンプ台など様々な路面やギミックが設置されたクローズドコースで争われる。
フォーマットは基本的には「1ヒート」数周のスプリントレースで、予選→準決勝→決勝という勝ち抜き戦方式を取る。
コースには「ジョーカーラップ」と呼ばれる迂回路が存在し、1レースに1周のみジョーカーラップを通過する義務がある。このジョーカーラップをいつ消化するかが勝敗のカギを握る。また上からコース全体を見渡すスポッターが無線で他車の位置を知らせて、ジョーカーラップの処理のタイミングについても指示をする。
1967年のイギリスで、この競技の誕生のきっかけとなった企画番組があり、視聴者の人気を呼びシリーズ番組化され、その人気に気付いたオランダ人が1969年から本格的に競技会を行うようになった。→#歴史
北欧、ベネルクス、イギリス、フランスで特に人気が高い競技である。ラリーからの転向者、（舗装された）サーキットレースからの転向者、の両方が多数いる競技であり、たとえばラリーからはWRC王者のセバスチャン・ローブやペター・ソルベルグ、サーキットからはF1王者のジャック・ヴィルヌーヴやDTM王者のマティアス・エクストロームが世界選手権に参戦。このうちソルベルグとエクストロームが世界王者になっている。また、エクストロームの父ベント、F1王者ジェンソン・バトンの父ジョンも名うてのラリークロスドライバーであった。日本では2017年から福島のエビスサーキットで、ラリークロスを国内導入するためのエキシビション戦が毎年開催されている。
なおラリークロスと同様のサーキットでも、マシンのベースが市販車でない、オープンホイールで開催されるものは欧州では「オートクロス (Auto Cross) 」と呼ばれる別競技となる（欧州以外での「オートクロス」は、日本でいうジムカーナを指す）。こちらもFIAによる規定が存在し、欧州選手権が開催されている。また同様のコースでもピックアップトラックで行われるものは、「スタジアム・スーパー・トラック」という名で北米・豪州を中心に開催されている。

## 歴史
1967年2月にイギリスのABCテレビで、リッデン・ヒル・サーキットにラリードライバーたちを招いて勝負させる企画があった。優勝者は赤いポルシェ・911をドライブした、ヴィック・エルフォード（後のF1ドライバーでありラリー・モンテカルロ優勝者、1970年にはトヨタのワークスラリーカーもドライブした）であった。同年秋にはシリーズ化されて1000万人の視聴者数を稼ぐビッグイベントとなった。
翌1968年にはオランダのテレビ局AVROの局員ロブ・ヘルツがイギリスでラリークロス人気に触れ、興行的成功の可能性を見出してオランダでの開催を計画。軍の協力を得て軍試験場のグランドを利用してテスト・企画を進めた。1969年6月にラリークロスを開幕させるとたちまち目論見通りの成功を収め、11月にはオランダのラリークロス協会が誕生。さらに世界初のラリークロス専用サーキットまで登場するに至った。こうして大陸にもラリークロスが広まると、1973年に欧州ラリークロス選手権が開催されるまでになった。

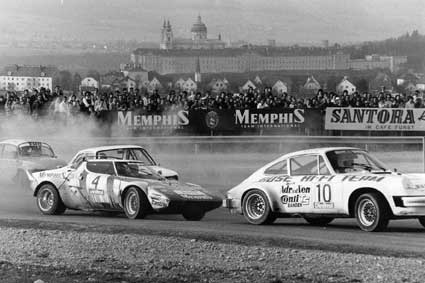
1976年の欧州ラリークロス選手権でのひとコマ
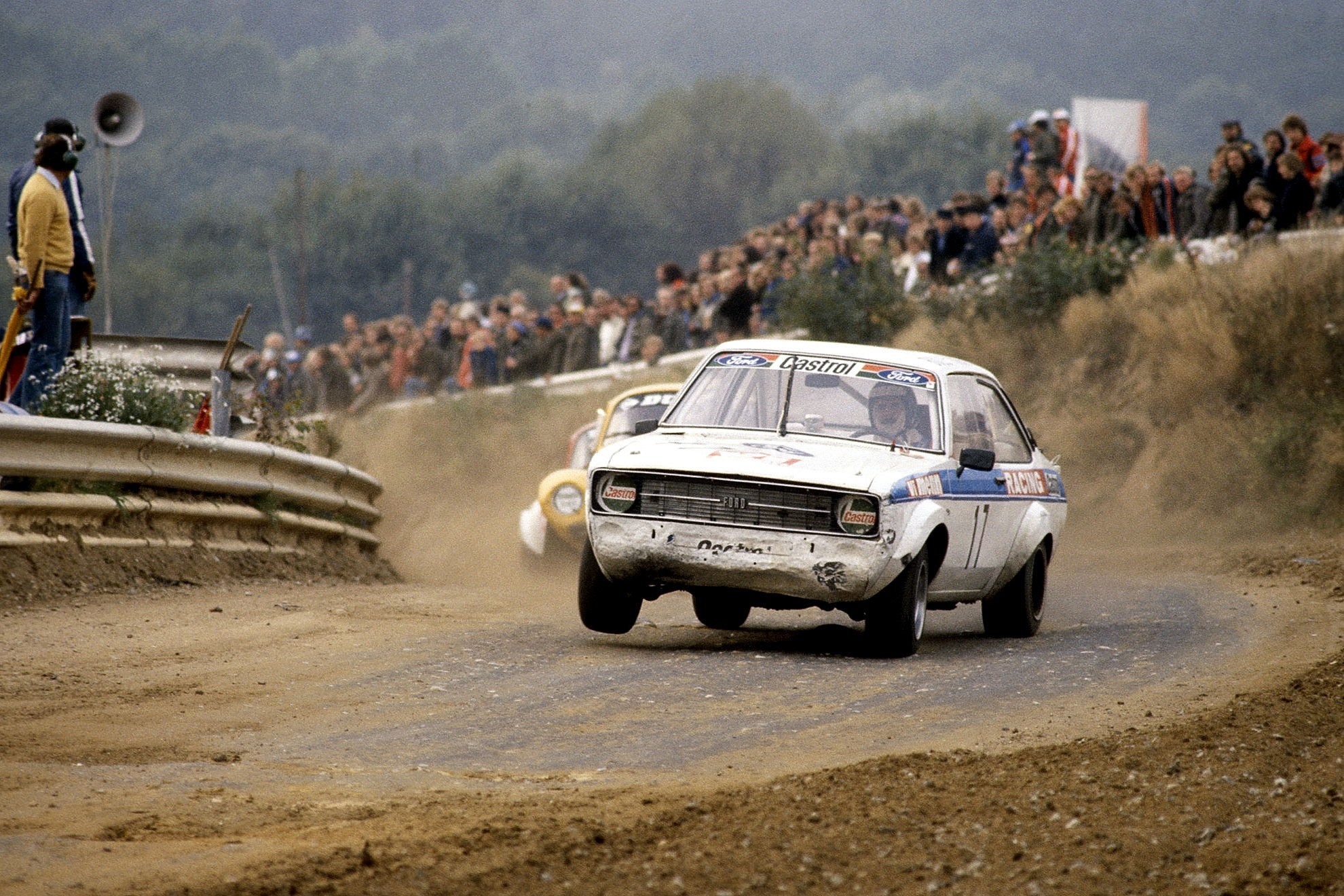
1979年の欧州ラリークロス選手権でのひとコマ
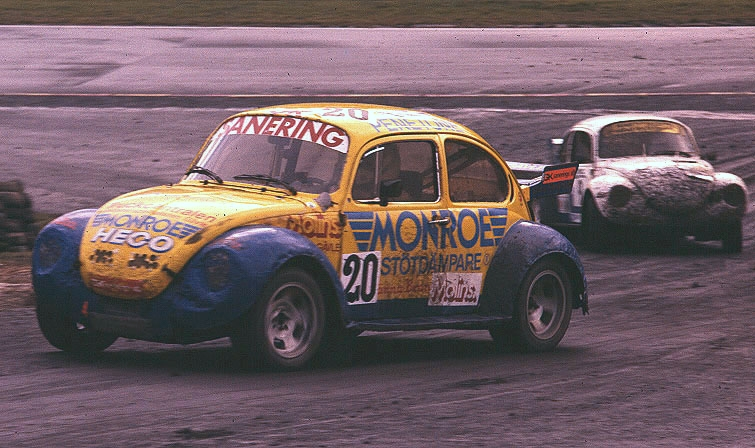
1985年　VW Type 1 (ビートル)で競われたラリークロス
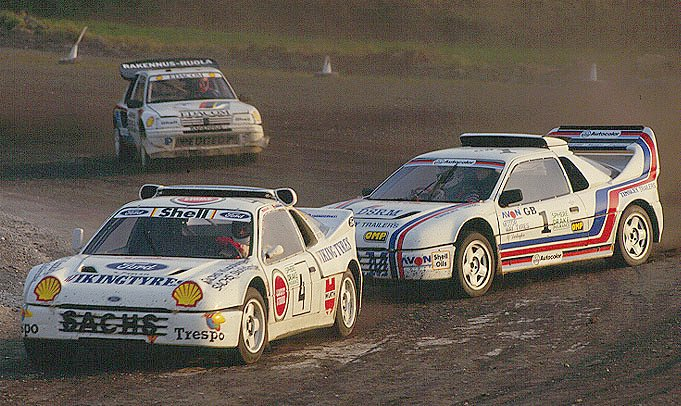
1987年　FIA欧州ラリークロス選手権 リッデン・ヒル・サーキット（英語版）戦。
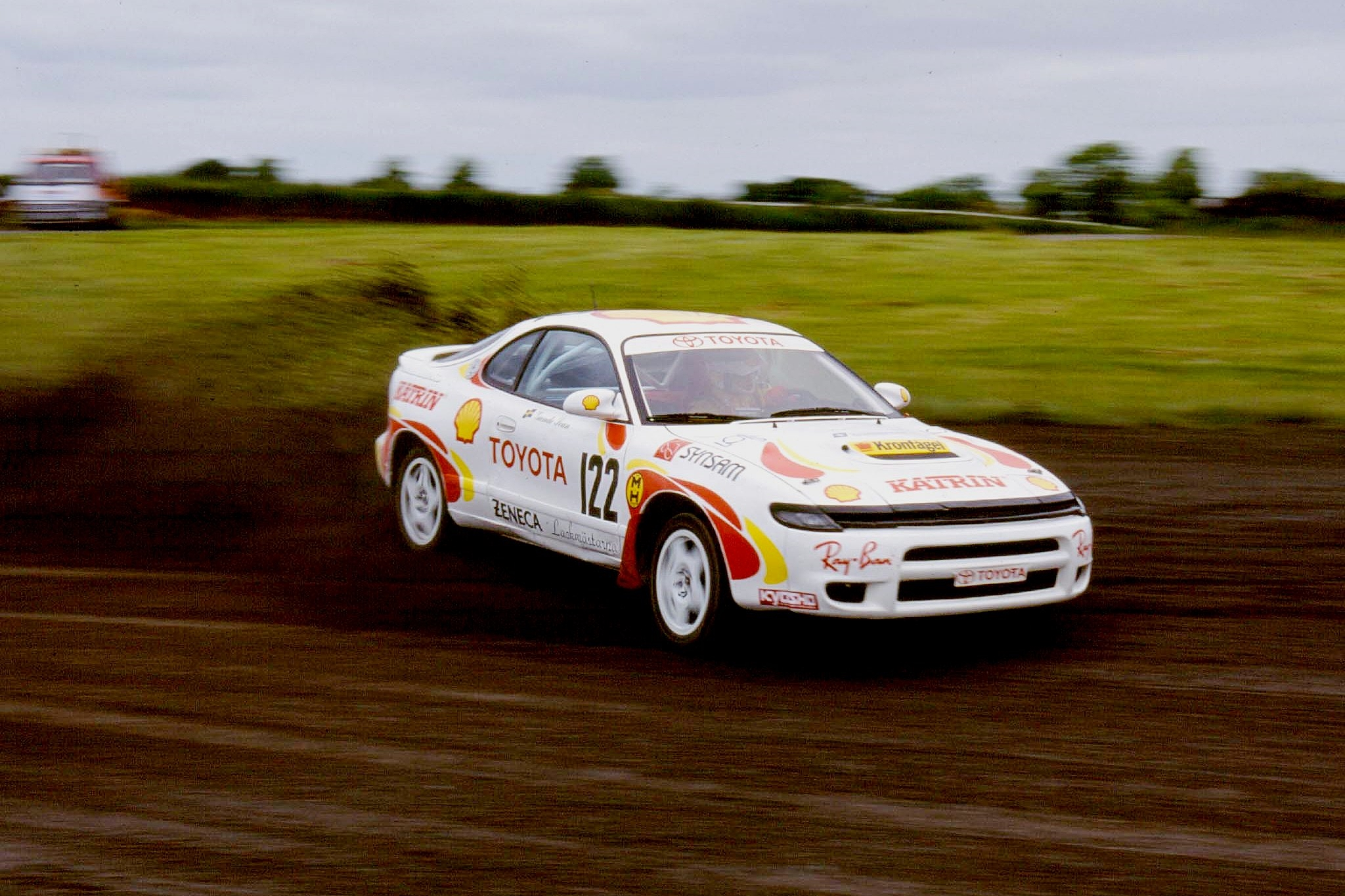
1994年、アイルランド、モンデロパーク（英語版）にて

グループB・グループA車両の使用された1980〜1990年代半ばにラリークロスは全盛期を迎え、部門Ⅰ（二輪駆動のグループA）では14度もの欧州選手権王者となったケネス・ハンセン、部門Ⅱ（四輪駆動のグループAorB）では6度王者となり「北欧のシューマッハ」の異名を取ったマルティン・シャンツェといったスター選手を産んだ。しかしその後コストの問題から改造範囲が制限されるようになると、稚拙なプロモーションも相まって人気は下火になり、メディアの興味を失っていった。

1991年-1997年でのニュルブルクリンクでのラリークロス用コースの設定

2010年にアメリカのXゲームのラリー種目の代わりとして、ラリークロスが「スーパーラリー」の名で開催された。2011年にはシリーズ戦のレッドブル・グローバル・ラリークロス（GRC）が開幕。欧州開催もされると一気に人気が再点火し、再びメジャースポーツとしての注目が集まり始めた。
2014年にFIAはGRCの成功と人気の再燃を受けて、欧州ラリークロス選手権を母体に5つ目となる世界選手権（World RXまたはWRX）を誕生させた。
2018年にはFIAは北米版WRXのARXシリーズを開催することをアナウンスし、GRCも欧州選手権の開催に向けて動くなど、往年のフォーミュラカーレース同様欧米間で激しい覇権争いが繰り広げられている。一方で欧米ともスーパーカークラスではフォルクスワーゲンの1チームによる独走が続き、メーカーの撤退が相次いだ。GRCは2017年をもって消滅に追い込まれ、WRXもプロモーションの失敗やEV規定の先送りなどの結果、2018年末に全ワークスチームが撤退。2019年末にはARXも商業パートナーを見つけることができずわずか2年で終了するなど、急速な発展とは裏腹に多数の問題が浮上している。
しかし人気の火は消えてはおらず、2020年にRXスーパーカー並の戦闘力と安価なワンメイクマシンによって争われる『タイタンRX』が欧州で開催されるや否や一気に注目が集まり、北米も巻き込んだ国際シリーズにまで発展している。また北米でトラビス・パストラーナが発足させたナイトロ・ラリークロスも人気を博し、2021年9月からシリーズ化される予定である。これらはいずれもレース運営組織ではなく、プライベーターのレーシングチームが発起人となっているという共通点がある。

## 代表的なシリーズ
- 世界ラリークロス選手権（World RXまたはW-RX、2014年〜）
- FIA欧州ラリークロス選手権（英語版）（ERX、1976年〜）
- 英国ラリークロス選手権（1967年〜）
- タイタンRX（2019年〜）
- ナイトロ・ラリークロス（2021年〜）

### 過去開催されていたシリーズ
- グローバル・ラリークロス（GRC、2013〜2017年）
- アメリカズ・ラリークロス（ARX、2018〜2019年）

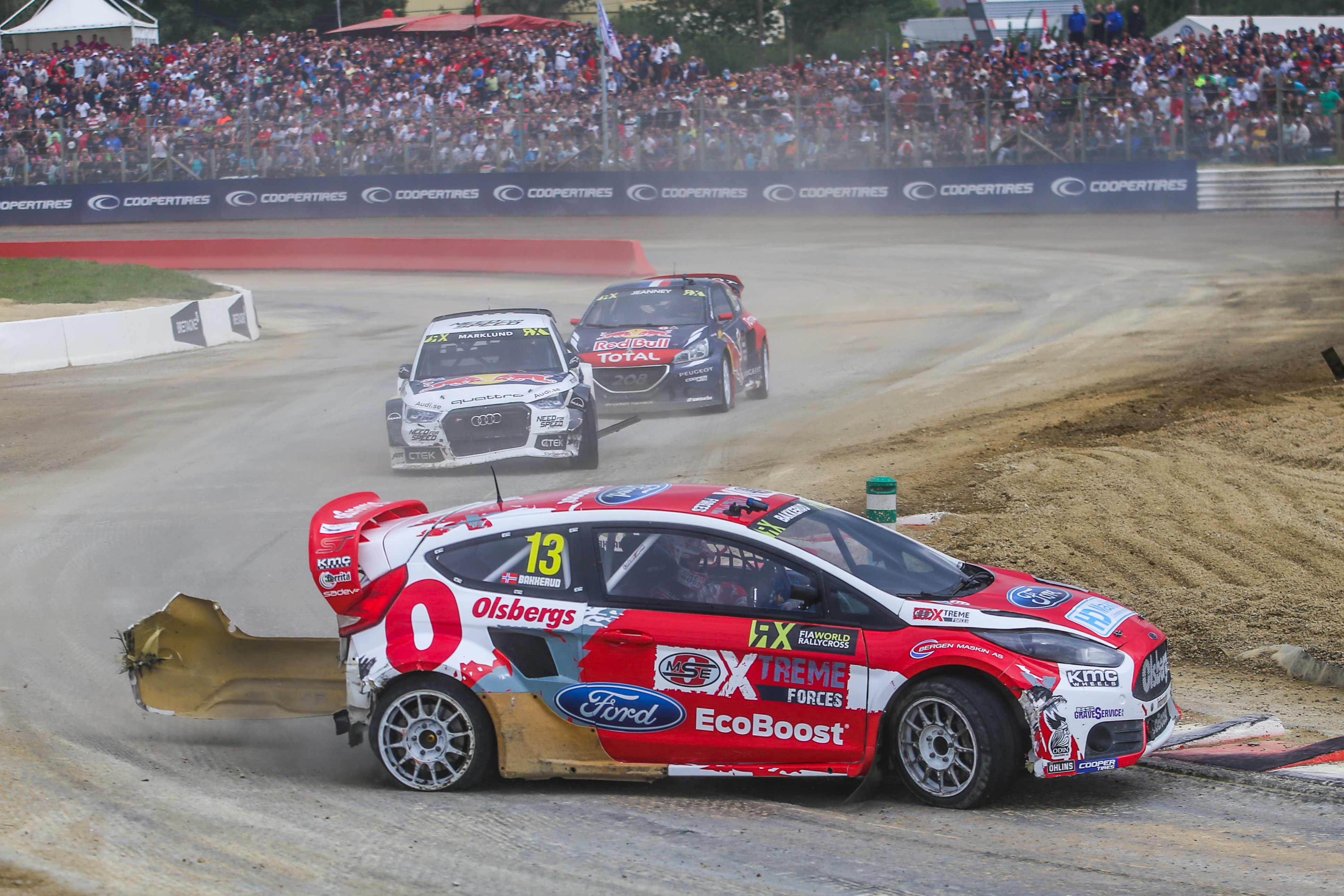
2015年 WRX フランス戦
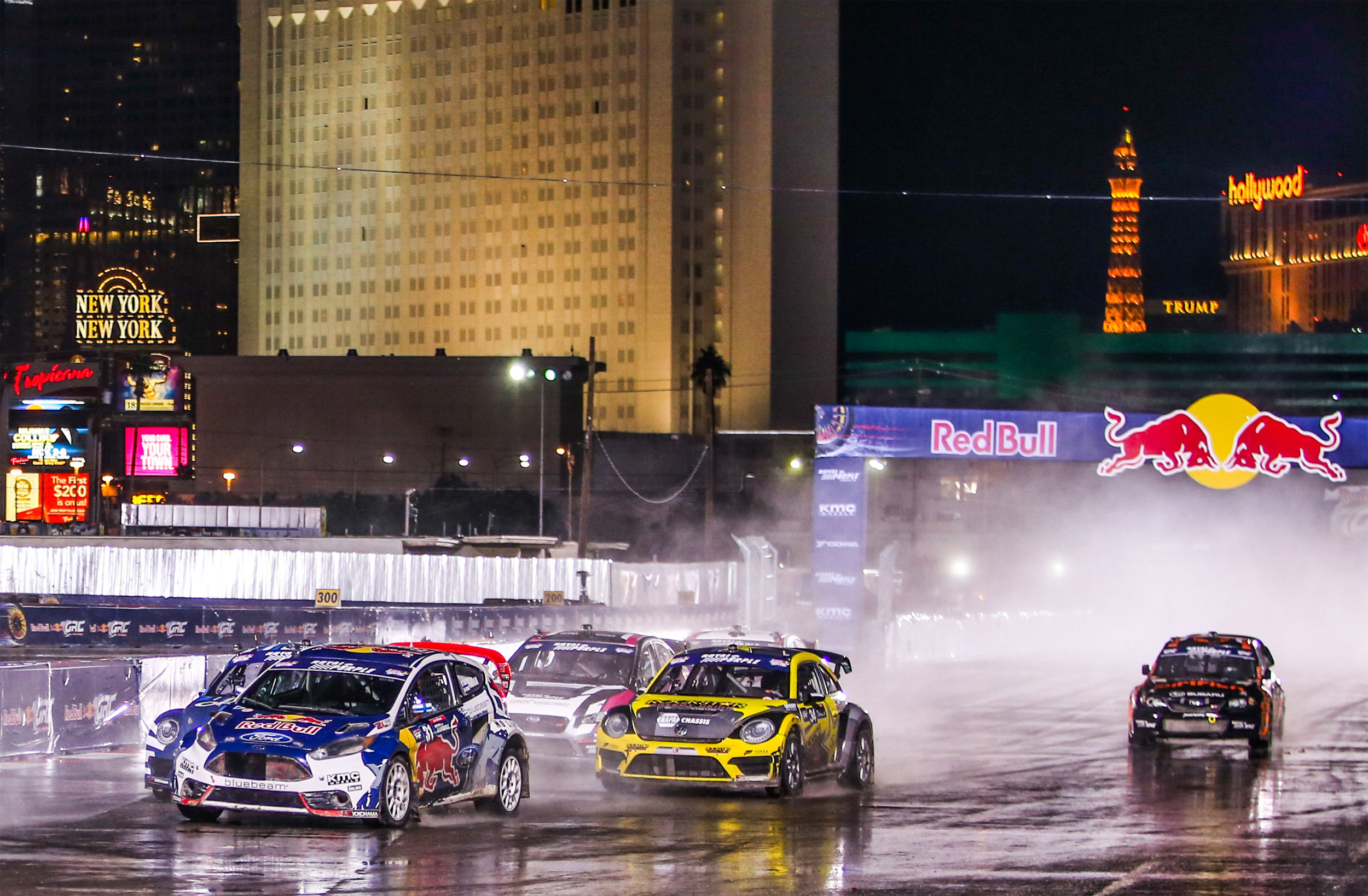
2015年 GRC ラスベガス戦
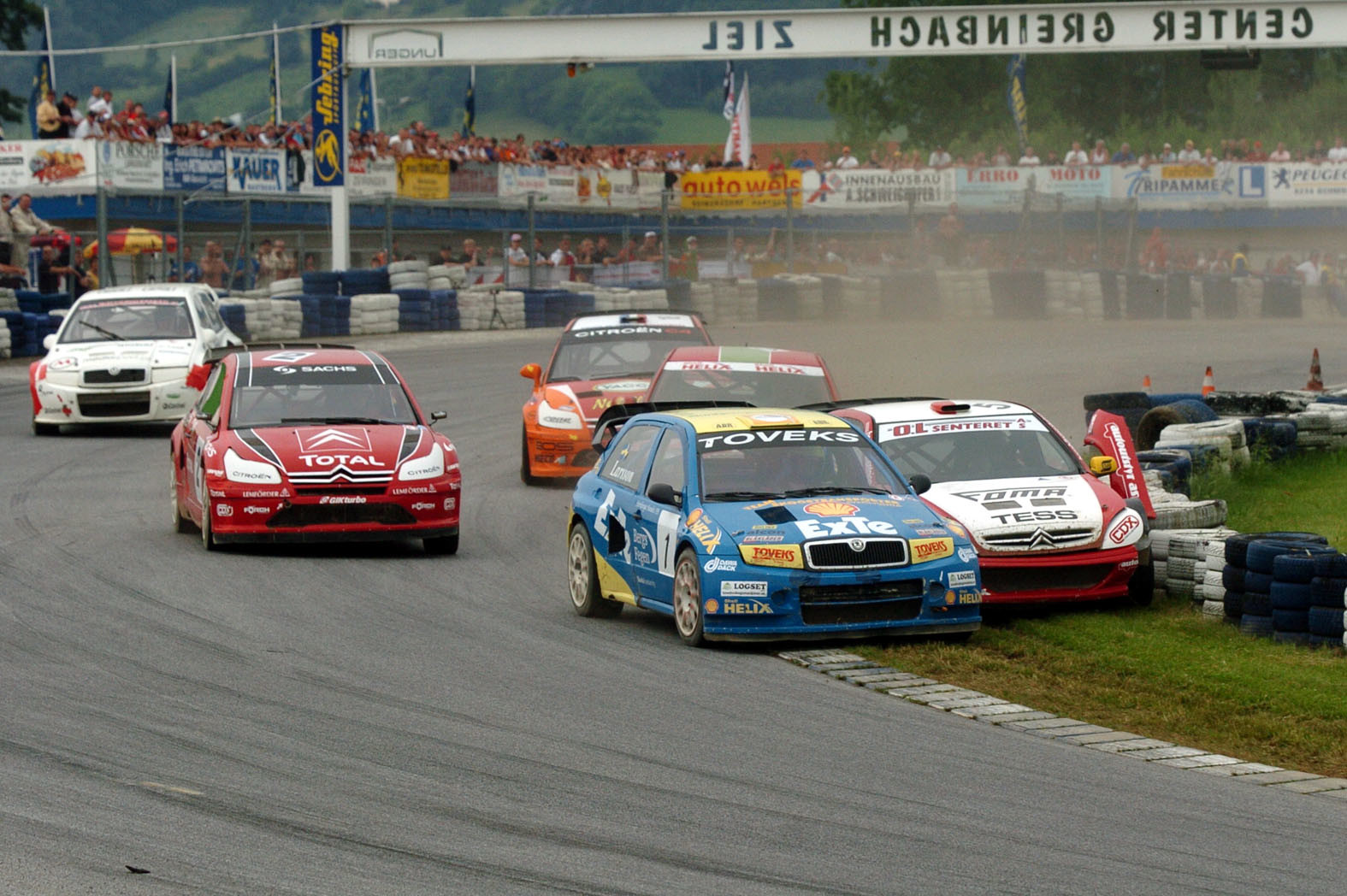
FIA欧州ラリークロス選手権（英語版）（ERX）、2007年 オーストリア戦。